# Kaymakoba, Mudanya
Kaymakoba là một xã thuộc quận Mudanya, tỉnh Bursa, Thổ Nhĩ Kỳ. Dân số thời điểm năm 2011 là 406 người.